# Jean de Dieu Momo
Jean de Dieu Momo né le 24 janvier 1960 à Bafou, est un homme politique et ministre camerounais.

## Biographie
Né le 24 janvier 1960 à Bassessa Djiomock dans Bafou par Dschang à l’Ouest du Cameroun, Jean de Dieu Momo étudie le droit à l’Université de Yaoundé, puis la Science politique à l’Université de Douala, après avoir été tour à tour élève à l’école publique de Bafou Carrefour et au lycée de Dschang. Il est admis vice-major à l’examen d’entrée au barreau du Cameroun en 1992 et en sort également vice-major de sa promotion pour être inscrit au barreau le 19 décembre 1994.
Jean de Dieu Momo est le président du parti politique Les patriotes démocrates pour le développement du Cameroun (PADDEC) crée en mars 2010, candidat à l'élection présidentielle d'octobre 2011 au Cameroun, il est Ministre délégué auprès du Ministre de la Justice, Garde des Sceaux.

### Carrière

#### Avocat
Il exerce la profession d'avocat et intervient au Tribunal pénal international pour le Rwanda. Avocat principal au Tribunal pénal international des Nations unies pour le Rwanda (TPIR) ayant la direction d’une équipe d’avocats et d’enquêteurs internationaux pour la recherche des témoins, il est aussi avocat à la Cour de Justice CEMAC à N'Djaména au Tchad et  passé avec succès l’examen de l’article 100 des barreaux de France en cours d'inscription au barreau de Paris au moment de sa nomination comme membre du gouvernement de son pays. Il a par ailleurs défendu les neuf disparus de Bépanda (Douala) du nom de cette affaire qui l'a rendu célèbre. Jean de Dieu Momo s'est aussi illustré comme un activiste des droits de l'homme et a organisé la défense des suspects appréhendés au cours des émeutes de 2008 au Cameroun.
Jean de Dieu Momo est conseiller municipal à la commune de Douala 5eme et enseignant de droit des affaires à l’Université, Droit Commercial, Droit du Travail, Droit de l’Informatique dans les Universités camerounaises.
En novembre 2022, Jean de Dieu Momo a été condamné en délibéré devant la 17e chambre correctionnelle du tribunal judiciaire de Paris en France pour « injure raciste » de 1 000 euros d’amende et 4 000 euros de dommages et intérêts à verser à sa victime et 2 000 euros de frais de justice.

#### Homme politique
Il crée un parti politique et se présente comme candidat d’opposition à l'élection présidentielle d'Octobre 2011 au Cameroun. Il fait avec le G20; un groupe de 20 partis politiques, une alliance de soutien au candidat présidentiel Paul Biya. Il est par la suite nommé ministre délégué à la justice dans le gouvernement Dion Nguté de janvier 2019.

### Polémique sur des propos antisémites
Lors d'un entretien à la télévision publique du Cameroun le dimanche 3 février 2019, Jean de Dieu Momo, ministre délégué à la Justice accuse Maurice Kamto de mener le Cameroun à la division et au désastre ; comme ceux perpétrés par Hitler et des hutus extrémistes lors de l'holocauste et le génocide au Rwanda.
Dans Actualités hebdo, une émission de la télévision publique, au bout d’une vingtaine de minutes d’interview, il dit :« L’histoire bégaye… », avant de poursuivre : « En Allemagne, il y avait un peuple qui était très riche et qui avait tous les leviers économiques, c’était n'est-ce pas les Juifs. Et qu'ils étaient d’une arrogance, moi je dis ce qu'on raconte, ce sont les bruits, je rapporte hein, et qu'ils étaient d'une arrogance telle que les peuples allemands se sentaient un peu frustrés. Puis un jour est venu au pouvoir un certain Hitler, qui a mis ces populations-là dans des chambres à gaz. Il faut que les gens instruits comme M. Kamto puissent savoir où ils amènent leur peuple. »
L'ambassade d’Israël à Yaoundé publie dans la foulée, à trois heures du matin, dans la nuit de dimanche à lundi, un communiqué officiel virulent dans lequel elle se dit « outragée par cette sortie ». Lettre d'indignation et demande d'excuses immédiates; quelques heures plus tard, le gouvernement camerounais par la voix du ministre des affaires étrangères répond, lui aussi par un communiqué, dans lequel il précise que Momo «' s’exprimait à titre personnel ». En dénonçant ces « propos inappropriés », se désolidarisant de la sortie antisémite de son ministre délégué à la Justice.
Les propos du ministre sont repris sur les réseaux sociaux.